# Franz Scheidies
Franz Scheidies (Groß-Pelken, 22 febbraio 1890 – Gluschitza, 7 aprile 1942) è stato un generale tedesco della Wehrmacht durante la seconda guerra mondiale.
Scheidies fu soldato ed ufficiale durante la prima guerra mondiale, al termine della quale entrò nelle forze di polizia della Germania ove rimase sino al 1920. Con la costituzione della Wehrmacht, dal 1º marzo 1935 tornò nei ranghi dell'esercito e durante la seconda guerra mondiale, ottenne il comando del 22º reggimento di fanteria e poi della 61ª divisione di fanteria. Venne ucciso sul campo da un cecchino russo presso Gluschitza mentre si trovava sul fronte orientale il 7 aprile 1942 e venne promosso postumo al rango di maggiore generale.